# 水膠體敷料
水膠體敷料（hydrocolloid dressing）属于一种親水性敷料，是由水溶性高分子颗粒（如次甲基纤维素、果胶等）与橡胶黏性物混合加工而成并附外层基材的敷料  ，可自然黏附於皮膚、可生物降解、可透氣，因此無需另以膠帶固定。水胶体敷料一般分为三层结构：聚氨酯薄膜基材层、含羧甲基纤维素等水溶性颗粒的胶体基质层、以及可剥离保护层。根据临床需求分为有粘贴边型和无粘贴边型两种。
与水膠體敷料类似者有水凝膠敷料（hydrogel dressing），它也属于一种親水性敷料，与水胶体敷料最大的不同是其含水量极高，通常可达80%甚至90%以上，只有少量亲水性高分子聚合物（如聚丙烯酰胺、聚乙烯吡咯烷酮、藻酸盐衍生物等）；水凝胶敷料呈现为透明或半透明的凝胶状，而水胶体敷料则为不透明的片状敷料，表面有一层防水薄膜。水凝胶敷料主动为干燥的伤口提供水分，而水胶体敷料则被动地吸收伤口渗出的多余液体。
敷料的活性面塗有交聯的粘合劑，含有明膠，果胶和羧甲基纤维素與其他聚合物，形成軟性薄片。與傷口滲出液接觸時，多醣和其他聚合物吸收水分並膨脹，形成凝膠。依照敷料設計不同，凝膠可以排出，或是保留在粘合劑基質的構造內 。
使用水膠體敷料治療傷口時，在敷料下形成的潮湿環境可促进纤维蛋白溶解、血管新生和傷口癒合，而不會引起組織軟化和破裂。吸收傷口滲出液後所形成的凝膠，被粘合劑基質的結構留置於原位。大多數水膠體敷料是防水的，病人可以正常洗滌和沐浴。

## 用途
水膠體敷料乃用於治療未感染的傷口。但在好氧性微生物感染時，也可以依醫囑使用敷料，不過還是要配合適當的治療感染。 
傷口清潔後方可施用敷料。 水膠體敷料貼片有时會用於治療脸部的痤疮，所用的尺寸較小。此類敷料可以消除痤疮，也可避免發生痤疮疤痕。水膠體敷料也用於将鼻胃管或持續性正壓呼吸器的面罩固定於患者臉部。水膠體敷料還可用于压疮。治療湿疹時使用此類敷料以密封患部的类固醇软膏，避免遭受刮擦。 

### 效果
对于静脉溃疡 或糖尿病足溃疡，水膠體敷料与其他敷料（包括简单敷料）相比，治愈率没有显着差异 。 
對於表淺與部分皮膚厚度烧伤，使用水膠體敷料可能較佳，但證據尚不明確。然而與其他基質（例如藻酸盐，塑料薄膜，纱布，水纤维，矽膠）所製敷料相比，水胶体敷料用於皮肤移植之取皮區治療，效果較佳。 